# Serraria
Serraria is een gemeente in de Braziliaanse deelstaat Paraíba. De gemeente telt 6.798 inwoners (schatting 2009).